# Школа кожевенного завода (Таганрог)
Школа кожевенного завода — начальная двухклассная школа, открытая в Таганроге в 1917 году владельцами Таганрогского кожевенного завода. 

## История
В 1917 году в Таганроге владельцами Таганрогского кожевенного завода была открыта начальная двухклассная школа. Школу открыли в доме барачного типа на улице Подгорной, неподалёку от завода. В школу принимали мальчиков и девочек от 6 лет, которых обучали элементарным азам грамотности. Начавшиеся вскоре политические события не раз прерывали занятия.
С установлением в Таганроге Советской власти школу перевели в бывший дом владельца Таганрогского пивоваренного завода Германа Базенера в Большом Садовом переулке, преобразовав её из двухлетней в четырёхлетнюю.
В 1925 году школу переселили в здание бывшего клуба Общественного собрания, великолепный особняк по адресу Лермонтовский переулок, дом 2.